# Campoplex striatus
Campoplex striatus là một loài tò vò trong họ Ichneumonidae.